# Contea di Tongliang
La contea di Tongliang (cinese semplificato: 铜梁县; cinese tradizionale: 銅梁縣; mandarino pinyin: Tóngliáng Xiàn) è un distretto di Chongqing. Ha una superficie di 1.334 km² e una popolazione di 620.600 abitanti al 2007.